# De Havilland Dove
de Havilland DH 104 Dove var ett brittiskt passagerarflygplan för matartrafik och korta distanser tillverkat av de Havilland.
Flygplanets konstruktion drogs upp av riktlinjerna i Brabazonkommitténs arbete för att skapa arbete för den brittiska flygindustrin efter andra världskriget och var tänkt som en ersättare för Dragon Rapide.  
Flygplanet var ett lågvingat tvåmotorigt monoplan med en motor i vardera vingen. Landstället var infällbart med ett frisvängande noshjul vid körning på marken. Hela flygplanet tillverkades av metall förutom roderytor som var dukklädda. Flygplanskroppen byggdes i en monocoquekonstruktion av pressad aluminiumplåt. Totalt byggdes 728 flygplan varav 127 var militära och 13 var av typen Sea Devon.

## Användning i Sverige
I Svenska flygvapnet användes ett flygplan med svensk militär beteckning Tp 46 för persontransporter mellan åren 1947 och 1967. Flygplanet var baserat i olika perioder på Svea flygflottilj (F 8), Göta flygflottilj (F 9), Södermanlands flygflottilj (F 11) och Norrbottens flygflottilj (F 21). Tre flygplan, inräknat Flygvapnets då före detta Tp 46, har varit registrerade civilt i Sverige. Ett fjärde flygplan utan svensk historia finns bevarat i Flygvapenmuseums samlingar.

## Versioner
- Dove 1, Lätt transport och passagerarflygplan för 11 passagerare. Utrustad med två Gipsy Queen 70-4 motorer på 340 hk.
- Dove 1B, Utrustad med två Gipsy Queen 70-2 motorer på 380 hk.
- Devon 1C, Militär variant för transport och kommunikation till RAF.
- Dove 2, Affärsflygplan för sex passagerare. Utrustad med två Gipsy Queen 70-4 motorer på 340 hk.
- Dove 2B, Utrustad med två Gipsy Queen 70-2 motorer på 380 hk.
- Devon 2C, Militär variant för transport och kommunikation till RAF.
- Dove 3, Framtagen för höghöjdsflygning men inga exemplar tillverkades.
- Dove 4, Militär variant för transport och kommunikation.
- Sea Devon C Mk 20, Militär version för transport och kommunikation till Royal Navy.
- Dove 5, Utrustad med två Gipsy Queen 70-2 motorer på 380 hk.
- Dove 6, Affärsflygplan för sex passagerare. Uppgraderad version av Dove 2. Utrustad med två Gipsy Queen 70-2 motorer på 380 hk.
- Dove 6B, Förstärkt flygkropp för att klara laster upp till 3 856 kg.
- Dove 7, Uppgraderad version av Dove 1. Utrustad med två Gipsy Queen 70-3 motorer på 400 hk.
- Dove 8, Uppgraderad version av Dove 2. Utrustad med två Gipsy Queen 70-3 motorer på 400 hk.
- Dove 8A, Affärsflygplan med fem sittplater för den amerikanska marknaden. Marknadsfördes under namnet Dove Custom 600.
- Carstedt Jet Liner 600, Modifiering av äldre flygplan utförd vid Carstedt Inc i Long Beach. Flygplanen utrustades med två Garrett AirResearch TPE 331 turboprop motorer på 605 hk, och flygplanets kropp förlängdes för att ge plats åt 18 passagerare.
- Riley Turbo Executive 400, Modifiering av äldre flygplan utförd vid Riley Aircraft i USA. Utrustad med två Lycoming IO-720-A1A på 400 hk.